# 신세희
신세희(1997년 6월 21일~)는 대한민국의 치어리더이다.

## 학력
- 남성중학교
- 한림연예예술고등학교

## 경력
- 원주 DB 프로미 (2017 ~ 2018) 응원단 치어리더
- 의정부KB손해보험스타즈 (2017 ~ 2018) 응원단 치어리더
- NC다이노스 (2018) 응원단 치어리더
- 인천 전자랜드 엘리펀츠 (2018~2021) 응원단 치어리더
- 대전 하나 시티즌 (2020) 응원단 치어리더
- 인천 신한은행 에스버드 (2020~2022) 응원단 치어리더
- 서울 우리카드 위비 (2020~2021) 응원단 치어리더
- kt wiz (2020~ ) 응원단 치어리더
- 수원 kt 소닉붐 (2021~ ) 응원단 치어리더
- 청주 KB 스타즈 (2022~ ) 응원단 치어리더
- 화성 FC (2023~ ) 응원단 치어리더